# British Columbia Highway 9
Der Highway 9 in British Columbia verbindet den Highway 1 mit Harrison Hot Springs, einem Erholungsort am südlichen Ende des Harrison Lake. Der Highway hat eine Länge von 14 km.

## Verlauf
Der Highway beginnt östlich der Gemeinde Rosedale als Abzweig (Exit 135) vom Highway 1 in nördlicher Richtung. 3 km nördlich des Beginns liegt die Brücke über den Fraser River, die eine Länge von knapp 2 km hat. Nach weiteren 2 km erreicht der Highway Agassiz in der Gemeinde Kent. Nördlich von Agassiz wird der Highway 9 gemeinsam mit dem Highway 7 weitergeführt. Damit bildet Highway 9 die östlichste Verbindung zwischen Highway 1 und 7, bevor beide Straßen bei Hope zusammentreffen. Über eine Strecke von 2 km in westlicher Richtung erfolgt eine gemeinsame Benennung als Highway 7 und Highway 9. Der Highway 9 folgt dann weiter nach Norden und nach 6 km kommt man zum nördlichen Ende des Highways in Harrison Hot Springs.